# Theehybriden

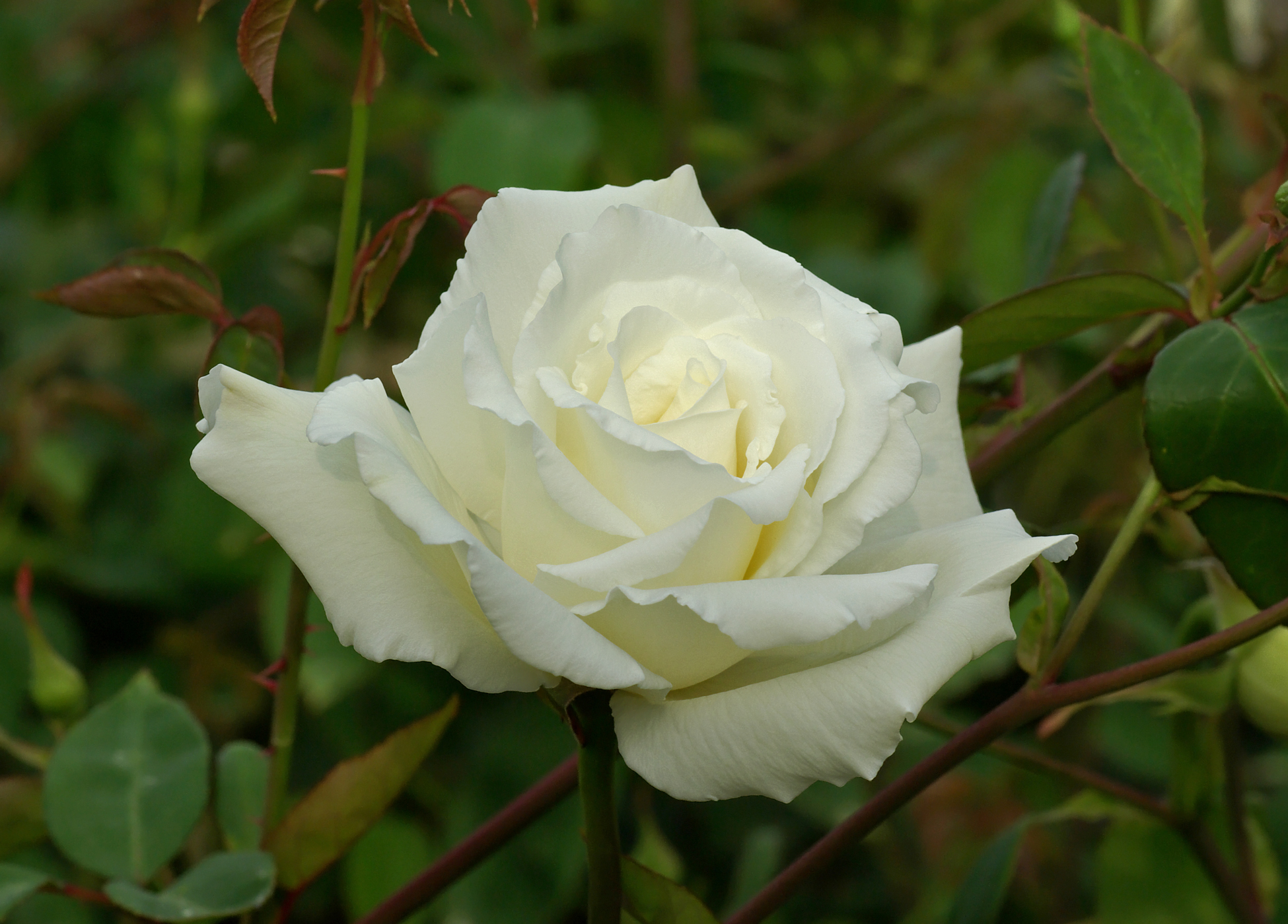
Bloem van de theehybride Mrs. Herbert Stevens (1910)

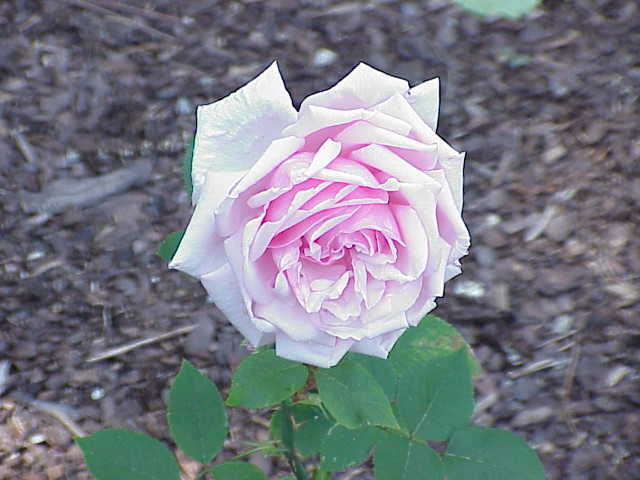
La France, Guillot, 1867

De theehybriden of edelrozen is een verzamelnaam voor een groep hybriden van de 'moderne' rozen. Deze ontstonden in de 19e eeuw door het kruisen van Chinese theerozen met Europese Remontant-rozen. 
Karakteristiek voor deze hybriden zijn naast positieve eigenschappen, zoals doorlopende bloei, ook negatieve eigenschappen, zoals grotere vatbaarheid voor rozenziektes, verminderde tot geheel ontbrekende geur bij veel soorten en soms slechte winterhardheid.
Theehybriden hebben één bloem op een lange stengel, die bij sommige soorten tot 1,8 meter lang kan worden. De bloem kan uitgroeien tot een diameter van 8 tot 12,5 centimeter. Vanwege de vatbaarheid voor ziekte en slechte winterhardheid zijn ze echter niet op hun plaats bij de particulier.
De eerste theehybride was de roos La France, die in 1867 door de Franse arts Jean-Baptiste Guillot werd gekruist.